# Боковиков, Александр Александрович
Александр Александрович Боковиков (7 сентября 1956, Катангский район, Иркутская область — 8 августа 2010, Байкит, Красноярский край) — российский государственный деятель, первый председатель Законодательного Собрания (Суглан) Эвенкийского автономного округа (1994—1997), первый губернатор Эвенкийского автономного округа с 1997 по 2001 год.

## Детство
Родился 7 сентября 1956 года в с. Аян Катангского района Иркутской области. В роду А. Боковикова есть эвенки, и русские, и украинцы, и евреи.
В 1963 году семья отправилась по Нижней Тунгуске в поисках лучшей доли и по решению отца, профессионального охотника, решила остаться в Нидыме.

## Образование и трудовая деятельность
Окончил Туринскую среднюю школу-интернат и Красноярский политехнический институт (по специальности «инженер-механик», в 1978 году), учился в Иркутском сельскохозяйственном институте на факультете охотоведения, но был отчислен на 5 курсе.
В 1978 году работал по специальности на заводе. С 1979 по 1983 год — заготовитель, старший охотовед, с 1983 по 1986 год — заместитель директора, затем директор Илимпийского коопзверопромхоза (пос. Тура).
С 1986 по 1989 год — директор совхоза «Кислоканский» (пос. Кислокан). С 1989 по 1992 год — председатель Эвенкийского агропромышленного объединения. С 1992 по 1994 год — генеральный директор фирмы «Контракт», директор муниципального предприятия «Эвенкийская окружная пушно-меховая база».

## Председатель Законодательного собрания (Суглана)Эвенкийского АО(1994—1997)
В июне 1994 года был избран депутатом, затем — первым председателем Законодательного собрания (Суглана) Эвенкийского автономного округа. Участвовал в разработке и принятии законов округа. К концу 1994 года были приняты региональные законы о местном самоуправлении и о выборах в органы местного самоуправления. Бюджетное устройство и бюджетный процесс регулировался одноимённым законом, который также был принят одним из первых. Свои политические взгляды характеризовал как демократические.

## ГубернаторЭвенкийского АО(1997—2001)
В 1996 году выдвинул свою кандидатуру на пост главы администрации Эвенкийского автономного округа. Победил при поддержке НПСР и КПРФ. Главным его соперником был действующий глава администрации округа Анатолий Якимов, который был поддержан партией Наш дом — Россия (НДР).
22 декабря 1996 года на выборах главы администрации округа одержал победу, но результаты выборов были признаны недействительными. На повторных выборах 16 марта 1997 года был избран главой администрации округа (в июле 1998 года — должность стала именоваться «Губернатор Эвенкийского автономного округа»), набрав 49 % голосов. По должности председателя Суглана, а затем губернатора, с 1996 по 2001 год входил в состав Совета Федерации, являлся членом Комитета по делам Севера и малочисленных народов. Вскоре сам вошёл в состав НДР.
С первого дня ему пришлось работать в авральном режиме. Сказались оставленные предшественниками долги, необычно ранняя весна и низкий уровень воды в водных артериях Эвенкии. Весь завоз был поставлен округу в долг. Под его руководством впервые в новейшей истории Эвенкии округ начал продавать сырую нефть за пределы территории — в Северо-Енисейск. В январе 2000 года первые тонны юрубченской нефти пошли на переработку на ангарский нефтехимический завод. При нём в окружных и районных центрах появились социальные столовые и социальные магазины. Губернатор создал в округе комитет по природным ресурсам (федеральная структура с прямым подчинением соответствующему министерству в Москве).
В июне 1997 года был подписан договор с тогдашним губернатором Красноярского края Валерием Зубовым, который позволил жителям округа принять участие в губернаторских и парламентских выборах Красноярского края.
В августе 1997 года фигурировал в федеральных СМИ в списке руководителей исполнительных органов власти субъектов РФ, не представивших декларацию о доходах в соответствии с требованиями указа Президента Российской Федерации.
Развил бурную деятельность по привлечению в округ недропользователей с их инвестициями и платежами в местные бюджеты. Был объявлен тендер на право владения Куюмбинским нефтяным месторождением. Его выиграла «Славнефть». В 2000 году в регион пришёл «ЮКОС», купивший крупный пакет акций Восточно-Сибирской нефтегазовой компании, владельца самого большого в Эвенкии месторождения Юрупчен.
В январе-марте 2000 года в Эвенкии замерзали без отопления несколько посёлков. Столица округа поселок Тура оказалась без дизельного топлива и ГСМ. На устранение бедственного положения вылетел глава МЧС Сергей Шойгу. Губернатор сумел договориться с якутской Алроса о срочной переброске в Туру по воздуху сотен тонн солярки.
Губернатор перевёл большую часть котельных на отопление жидким топливом, причем в значительной доле за счет нефти с байкитских месторождений.
В 2001 году за полтора месяца до выборов губернатора Эвенкии отказался идти на второй срок. Занявшийся проблемами Сибири Шойгу поддержал это решение, «поскольку именно в годы его губернаторства в Эвенкии не раз складывалась критическая ситуация с отоплением». На губернаторских выборах 2001 года А. Боковиков поддерживал кандидатуру Бориса Золотарева, представителя компании «ЮКОС».

### После отставки
В апреле 2001 года был избран депутатом Законодательного собрания (Суглана) округа, затем — председателем комитета по промышленности, недропользованию и природным ресурсам. Оставался в этой должности до объединения округа с Красноярским краем. Активно поддерживал руководителя компании ЮКОС-Москва Василия Шахновского в истории с неудавшимся избранием того членом Совета Федерации от Суглана округа.
С 2005 по 2010 годы — генеральный директор муниципального предприятия Эвенкийского муниципального района «Эвенкиянефтепродукт». Незадолго до смерти в марте 2010 года был избран в Совет депутатов поселка Тура от партии Единая Россия.

### Смерть
8 августа 2010 на 54-м году жизни, находясь в селе Байкит, скоропостижно скончался. Прощание с Александром Боковиковым прошло в п. Тура, в Доме культуры 10 августа 2010 года. 11 августа в Красноярске состоялась гражданская панихида. Отпевание прошло в зале прощаний на кладбище Бадалык. Похоронен на кладбище поселка Емельяново.

## Семья
- Первая супруга Антонина Боковикова, две дочери от первого брака.
- Вторая супруга — частный предприниматель Елена Анатольевна Боковикова.

## Увлечения
Туризм, охота, рыбалка. Считался большим женолюбом и переживал не одно увлечение. Последней возлюбленной была Вероника Черкасова.

## Награды, почётные звания
Награждён медалью «Совет Федерации. 15 лет» за большой вклад в развитие российского парламентаризма (2009)